# Condado de Hale (Alabama)
O Condado de Hale é um dos 67 condados do estado norte-americano do Alabama. De acordo com o censo de 2022, sua população é de 14.595 habitantes. A sede de condado e sua maior cidade é Greensboro. O condado foi fundado em 1867 e recebeu o seu nome em homenagem a Stephen F. Hale (1816–1862), tenente-coronel no Exército dos Estados Confederados.

## História
O condado de Hale foi estabelecido durante o período da Reconstrução, em 30 de janeiro de 1867. Localizado na região centro-oeste do estado, o condado foi criado a partir de porções dos condados de Greene, Marengo, Perry e Tuscaloosa, sendo que a maior parte de seu território provém do primeiro. Os primeiros colonos foram sulistas migrantes da Geórgia, Tennessee, Kentucky e das Carolinas.
O condado está conectado a pelo menos três artistas do século XX: Walker Evans fotografou a área em 1936 enquanto colaborava com James Agee no livro de 1941, "Let Us Now Praise Famous Men". Desde 1960, William Christenberry, nascido em Tuscaloosa, tem fotografado vários locais do condado como parte de suas investigações artísticas. É também o local de nascimento do segundo prefeito afro-americano de Chicago, Eugene Sawyer. Em 2019, o filme Hale County This Morning, This Evening, do diretor RaMell Ross, foi nomeado ao oscar de melhor documentário de longa-metragem, abordando a mudança demográfica da região e a vida da comunidade afro-americana no condado.
Desde a Guerra Civil, os brancos controlavam a maior parte do poder econômico e político do condado, imposto primeiramente pela violência e posteriormente pela privação dos direitos de eleitores negros, bem como a aplicação estadual das leis de Jim Crow. Na primeira metade do século XX, muitos afro-americanos deixaram o condado em duas ondas migratórias rumo a cidades e centros industriais ao norte e ao oeste. No condado se deu origem a uma das primeiras associações pelos direitos civis.
O condado sofreu um declínio econômico, particularmente na região mais rural ao sul. Muitas das fábricas fecharam durante o remanejamento do final do século XX, acarretando o declínio da população e dos negócios devido a perda de empregos, especialmente ao redor de Greensboro. A parte norte do condado, entretanto, gozou de um crescimento populacional e industrial devido a proximidade ao condado de Tuscaloosa.

## Geografia
De acordo com o censo, sua área total é de 1.702 km², destes sendo 1.668 km² de terra e 34 km² de água.

### Condados adjacentes
- Condado de Tuscaloosa, norte
- Condado de Bibb, nordeste
- Condado de Perry, sudeste
- Condado de Marengo, sul
- Condado de Greene, oeste

### Área de proteção nacional
- Floresta Nacional de Talladega (parte)

## Transportes

### Principais rodovias
- U.S. Highway 80
- State Route 14
- State Route 25
- State Route 60
- State Route 61
- State Route 69

### Aeroportos
- Greensboro Municipal Airport (7A0), em Greensboro
- Moundville Airport (L44), em Moundville

## Demografia
De acordo com o censo de 2022:
- População total: 14.595 habitantes
- Densidade: 9 hab/km²
- Residências: 7.601
- Famílias: 5.133
- Composição da população:
  - Brancos: 40,8%
  - Negros: 57,7%
  - Nativos americanos e do Alaska: 0,3%
  - Asiáticos: 0,3%
  - Duas ou mais raças: 0,8%
  - Hispânicos ou latinos: 1,6%

## Turismo

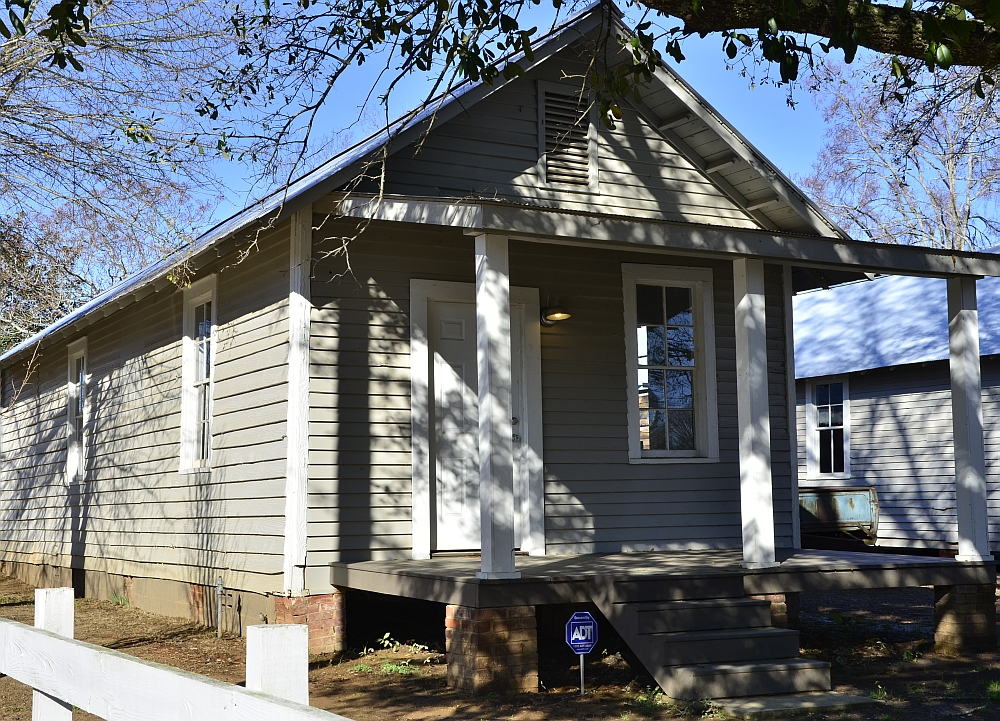
A 'Safe House Museum', em Greensboro. Nesta casa, em 1968, seu dono abrigou Martin Luther King de membros locais da Klan.

Greensboro, sede do condado, é o local do 'Safe House Museum'. Em 21 de março de 1968, Martin Luther King Jr. compareceu à uma reunião na St. Matthew Church, em Greensboro e, em seguida passou a noite neste local, onde buscou refugio da Ku Klux Klan. O museu revela a luta por igualdade protagonizada pelos afro-americanos no Alabama, e sua curadora, Theresa Burroughs, era tanto uma amiga de família de King, quanto uma ativista de frente no Movimento dos Direitos Civis. Historicamente, William Burns Paterson montou a Tullibody Academy para os afro-americanos em Greensboro.
Em Greensboro também se encontram diversas casas e igrejas do antebellum, incluindo algumas que se encontram listadas no Registro Nacional de Lugares Históricos, tais como Glencairn e Magnolia Grove.
Em Moundville, localizada parcialmente no condado de Tuscaloosa, há um parque arqueológico que inclui construções em colinas que remontam à cultura mississippiana.

## Comunidades

### Cidades
- Greensboro (sede)

### Vilas
- Akron
- Moundville (parcialmente no condado de Tuscaloosa)
- Newbern

### Comunidades não-incorporadas
- Darrah
- Gallion
- Havana
- Lock Five
- Prairieville
- Sawyerville
- Stewart
- Wedgeworth

### Cidades-fantasma
- Arcola
- Erie
- Freetown

## Pessoas notáveis
- William Christenberry (1936-2016), artista e fotógrafo.